# Rheinmetall Rh-202
Rheinmetall Rh-202 (також відома за армійським позначенням MK 20 від нім. Maschinenkanone 20) — 20-мм автоматична танкова гармата розробки та виробництва німецької компанії Rheinmetall, яку використовували в моторизованих військах Сухопутних військ Західної Німеччини, Португалії, Туреччини та інших держав світу.

## Зміст
20-мм автоматична танкова гармата Rheinmetall Mk 20 RH-202 (скорочено від нім. MaschinenKanone 20 mm Rheinmetall) була розроблена та виготовлена німецькою компанією Rheinmetall. Гармата призначалася для озброєння легкої броньованої техніки типу БМП «Мардер», БРМ SpPz 2 «Лухс» та БМД «Візель» і використовувала 20-мм боєприпаси типу 20 × 139 мм, розроблених для автоматичної установки Hispano-Suiza HS.820.
Гармата також поставлена на озброєння аргентинської бойової машини VCTP, створеної на базі шасі танка TAM. Також була створена буксована спарена зенітна установка, що використовувалася аргентинськими збройними силами у Фолклендській війні.
З 1974 року німецькі військово-морські кораблі також почали встановлювати зенітну установку Mk 20 Rh-202 (зазвичай по дві на фрегатах і есмінцях та по чотири на великих допоміжних суднах), але вони були замінені новітніми Mauser BK-27 калібру 27 мм.

## Країни-експлуатанти
| - Аргентина - Греція - Індонезія - Ірландія - Німеччина - Португалія - Пакистан - Туреччина - Чилі - Шрі-Ланка |

Україна